# Volkswagen Passat B3
La troisième génération de la Volkswagen Passat, la B3 ou 35i, sort en 1988 en Europe, en 1989 aux États-Unis et, bien plus tard, en 1995 en Amérique du Sud. Cette génération opte pour un style beaucoup plus courbe, qui peut faire penser aux Ford Sierra ou Taurus.

## Historique
C'est la première Passat basée sur un châssis Volkswagen, contrairement aux deux précédentes, qui prenaient pour base un châssis Audi. Cette plateforme dérive en grande partie de celle de la Golf II.
C'est également sur ce modèle que Volkswagen inaugure son système de climatisation Climatronic.

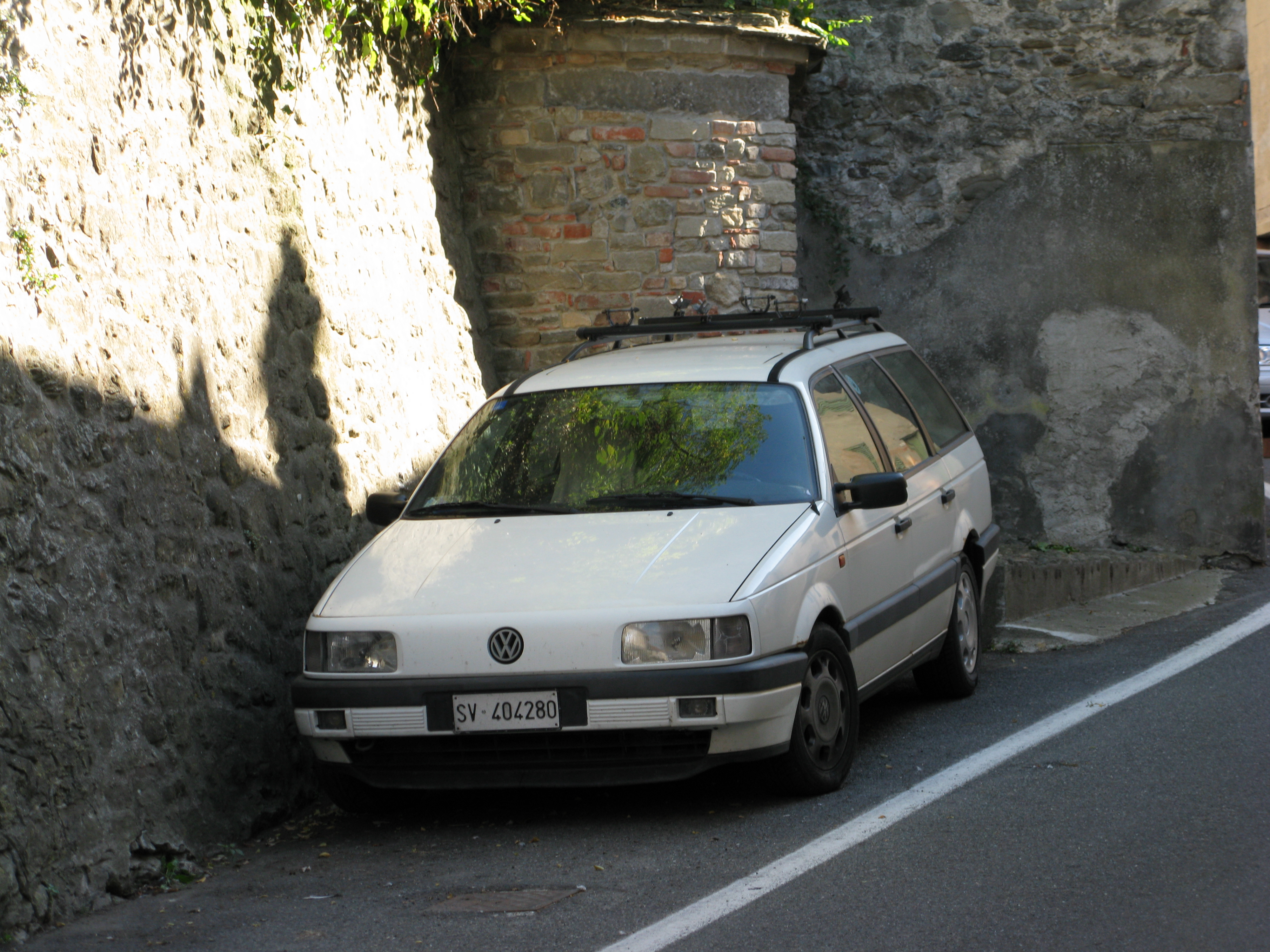
Volkswagen Passat B3 à Savone (SV).

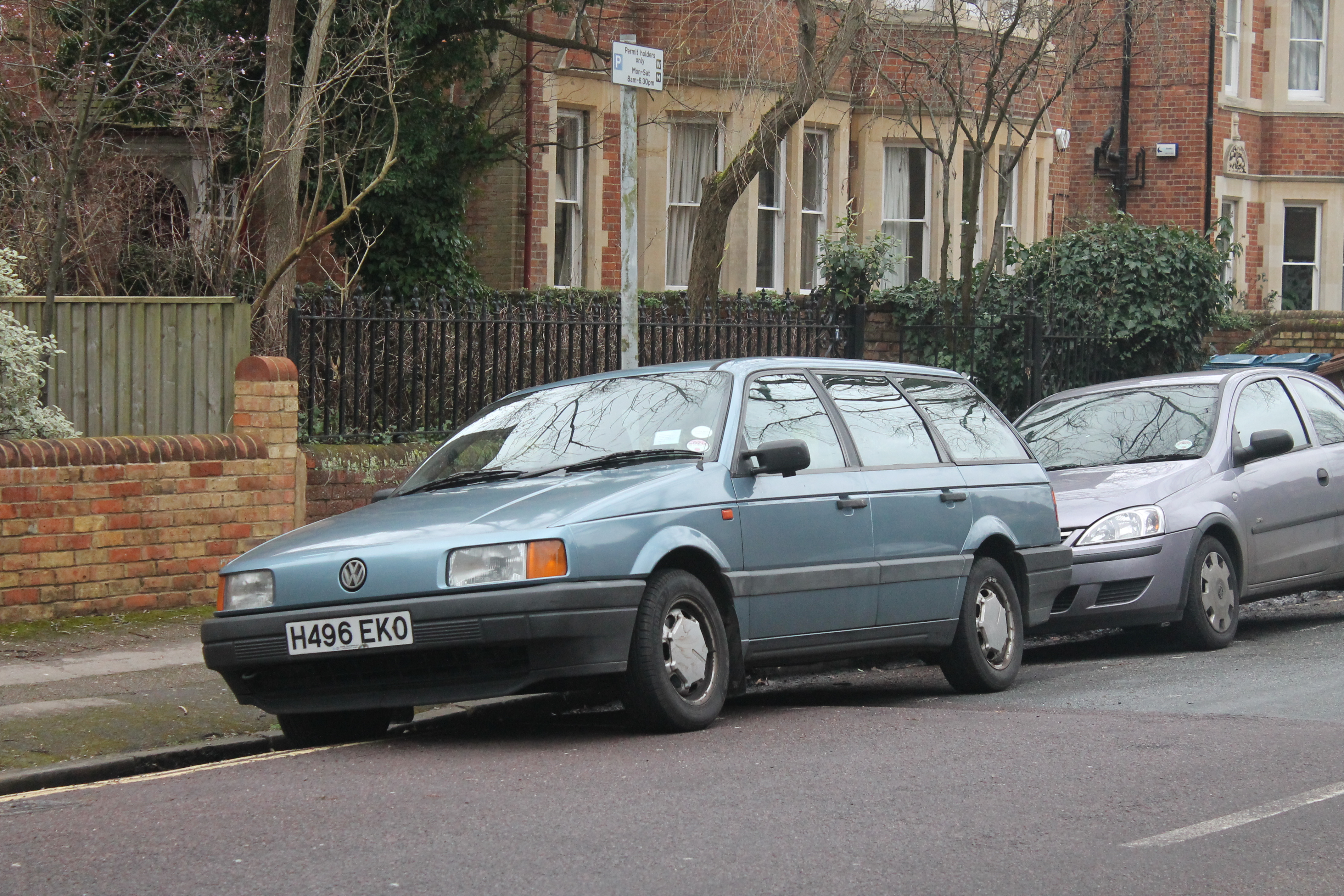
VW Passat Variant (break).

## Motorisations
En raison de l'installation transversale des moteurs, ils ne pouvaient pas être plus longs qu'un quatre cylindres, c'est pourquoi la mise en place d'un cinq cylindres n'était pas possible comme dans le modèle précédent. Ce n'est qu'après le développement du moteur VR6 qu'un six cylindres a pu être installé.
La puissance des moteurs de la série du B3 variait de 53 kW (72 ch) (1,6 avec carburateur, jusqu'en 1989) à 128 kW (174 ch) pour les puissants VR6 (à partir de 1991). Entre 1988 et 1992, la Passat G60 avec moteur à quatre cylindres en ligne et compresseur G-Lader développait 160 ch. Les moteurs diesel étaient des injections indirectes à préchambre Ricardo sans ou avec turbocompresseur. Leur puissance se situait entre 50 et 59 kW (68 et 80 ch). En Autriche, le moteur diesel n'était disponible qu'avec un turbocompresseur et 80 ch.
| VW Passat B3                  | 1.6                                                                | 1.6                                                                | 1.6                                                                | 1.8                                                                | 1.8                                                                | 1.8                                                                | 1.8                                                                | 1.8                                                                | 1.8                                                                | 1.8                                                                |                                                     |                                                     |                                                     |                                                     |                                                     |                                                     |                                                     |                                                     |
| Production                    | 02/1988–07/1989                                                    | 02/1988–07/1990                                                    | 02/1988–09/1993                                                    | 08/1990–09/1993                                                    | 02/1988–06/1990                                                    | 07/1990–07/1991                                                    | 08/1991–09/1993                                                    | 02/1988–07/1990                                                    | 02/1988–07/1990                                                    | 07/1988–09/1993                                                    |                                                     |                                                     |                                                     |                                                     |                                                     |                                                     |                                                     |                                                     |
| Type moteur                   | 4 cylindres en ligne                                               | 4 cylindres en ligne                                               | 4 cylindres en ligne                                               | 4 cylindres en ligne                                               | 4 cylindres en ligne                                               | 4 cylindres en ligne                                               | 4 cylindres en ligne                                               | 4 cylindres en ligne                                               | 4 cylindres en ligne                                               | 4 cylindres en ligne                                               |                                                     |                                                     |                                                     |                                                     |                                                     |                                                     |                                                     |                                                     |
| Nb soupapes par cylindre      | 2                                                                  | 2                                                                  | 2                                                                  | 2                                                                  | 2                                                                  | 2                                                                  | 2                                                                  | 2                                                                  | 2                                                                  | 4                                                                  |                                                     |                                                     |                                                     |                                                     |                                                     |                                                     |                                                     |                                                     |
| Distribution                  | Arbre à cames en tête unique avec courroie crantée.                | Arbre à cames en tête unique avec courroie crantée.                | Arbre à cames en tête unique avec courroie crantée.                | Arbre à cames en tête unique avec courroie crantée.                | Arbre à cames en tête unique avec courroie crantée.                | Arbre à cames en tête unique avec courroie crantée.                | Arbre à cames en tête unique avec courroie crantée.                | Arbre à cames en tête unique avec courroie crantée.                | Arbre à cames en tête unique avec courroie crantée.                | Double arbre à cames en tête avec courroie crantée.                | Double arbre à cames en tête avec courroie crantée. | Double arbre à cames en tête avec courroie crantée. | Double arbre à cames en tête avec courroie crantée. | Double arbre à cames en tête avec courroie crantée. | Double arbre à cames en tête avec courroie crantée. | Double arbre à cames en tête avec courroie crantée. | Double arbre à cames en tête avec courroie crantée. | Double arbre à cames en tête avec courroie crantée. |
| Carburation                   | Carburateur                                                        | injection Mono-Jetronic                                            | Carburateur                                                        | injection Mono-Motronic                                            | injection Mono-Jetronic                                            | injection Mono-Motronic                                            | injection Mono-Motronic                                            | injection Digifant                                                 | injection K-Jetronic                                               | injection K-Jetronic                                               |                                                     |                                                     |                                                     |                                                     |                                                     |                                                     |                                                     |                                                     |
| Refroidissement               | Par eau                                                            | Par eau                                                            | Par eau                                                            | Par eau                                                            | Par eau                                                            | Par eau                                                            | Par eau                                                            | Par eau                                                            | Par eau                                                            | Par eau                                                            |                                                     |                                                     |                                                     |                                                     |                                                     |                                                     |                                                     |                                                     |
| Code Moteur                   | RF                                                                 | 1F                                                                 | EZ, ABN                                                            | AAM                                                                | RP                                                                 | RP                                                                 | ABS                                                                | PF                                                                 | PB                                                                 | KR                                                                 |                                                     |                                                     |                                                     |                                                     |                                                     |                                                     |                                                     |                                                     |
| Alésage × Course              | 81,0 × 77,4 mm                                                     | 81,0 × 77,4 mm                                                     | 81,0 × 77,4 mm                                                     | 81,0 × 86,4 mm                                                     | 81,0 × 86,4 mm                                                     | 81,0 × 86,4 mm                                                     | 81,0 × 86,4 mm                                                     | 81,0 × 86,4 mm                                                     | 81,0 × 86,4 mm                                                     | 81,0 × 86,4 mm                                                     |                                                     |                                                     |                                                     |                                                     |                                                     |                                                     |                                                     |                                                     |
| Cylindrée                     | 1 595 cm3                                                          | 1 595 cm3                                                          | 1 595 cm3                                                          | 1 781 cm3                                                          | 1 781 cm3                                                          | 1 781 cm3                                                          | 1 781 cm3                                                          | 1 781 cm3                                                          | 1 781 cm3                                                          | 1 781 cm3                                                          |                                                     |                                                     |                                                     |                                                     |                                                     |                                                     |                                                     |                                                     |
| Taux de Compression           | 9,0:1                                                              | 9,0:1                                                              | 9,0:1                                                              | 9,0:1                                                              | 9,0:1                                                              | 9,0:1                                                              | 10,0:1                                                             | 10,0:1                                                             | 10,0:1                                                             | 10,0:1                                                             |                                                     |                                                     |                                                     |                                                     |                                                     |                                                     |                                                     |                                                     |
| Puissance max.                | 53 kW (72 ch) à 5 200 tr/min                                       | 53 kW (72 ch) à 5 200 tr/min                                       | 55 kW (75 ch) à 5 200 tr/min                                       | 55 kW (75 ch) à 5 000 tr/min                                       | 66 kW (90 ch) à 5 250 tr/min                                       | 66 kW (90 ch) à 5 400 tr/min                                       | 66 kW (90 ch) à 5 500 tr/min                                       | 79 kW (107 ch) à 5 400 tr/min                                      | 82 kW (112 ch) à 5 400 tr/min                                      | 100 kW (136 ch) à 6 300 tr/min                                     |                                                     |                                                     |                                                     |                                                     |                                                     |                                                     |                                                     |                                                     |
| Couple max.                   | 120 N m à 2 700 tr/min                                             | 125 N m à 2 750 tr/min                                             | 125 N m à 2 600 tr/min                                             | 140 N m à 2 500 tr/min                                             | 142 N m à 3 000 tr/min                                             | 142 N m à 2 600 tr/min                                             | 145 N m à 2 500 tr/min                                             | 154 N m à 3 800 tr/min                                             | 159 N m à 4 000 tr/min                                             | 162 N m à 4 800 tr/min                                             |                                                     |                                                     |                                                     |                                                     |                                                     |                                                     |                                                     |                                                     |
| Transmission                  | Traction avant                                                     | Traction avant                                                     | Traction avant                                                     | Traction avant                                                     | Traction avant                                                     | Traction avant                                                     | Traction avant                                                     | Traction avant                                                     | Traction avant                                                     | Traction avant                                                     |                                                     |                                                     |                                                     |                                                     |                                                     |                                                     |                                                     |                                                     |
| Boîte de vitesses standard    | Manuelle 4 vitesses                                                | Manuelle 4 vitesses                                                | Manuelle 4 vitesses                                                | Manuelle 5 vitesses                                                | Manuelle 5 vitesses                                                | Manuelle 5 vitesses                                                | Manuelle 5 vitesses                                                | Manuelle 5 vitesses                                                | Manuelle 5 vitesses                                                | Manuelle 5 vitesses                                                |                                                     |                                                     |                                                     |                                                     |                                                     |                                                     |                                                     |                                                     |
| Boîte de vitesses optionnelle | Manuelle 5 vitesses                                                | Manuelle 5 vitesses                                                | Manuelle 5 vitesses                                                | —                                                                  | Automatique 4 vitesses                                             | Automatique 4 vitesses                                             | Automatique 4 vitesses                                             | Automatique 4 vitesses                                             | Automatique 4 vitesses                                             | —                                                                  |                                                     |                                                     |                                                     |                                                     |                                                     |                                                     |                                                     |                                                     |
| Suspension avant              | Jambes de suspension, triangles, ressorts hélicoïdaux              | Jambes de suspension, triangles, ressorts hélicoïdaux              | Jambes de suspension, triangles, ressorts hélicoïdaux              | Jambes de suspension, triangles, ressorts hélicoïdaux              | Jambes de suspension, triangles, ressorts hélicoïdaux              | Jambes de suspension, triangles, ressorts hélicoïdaux              | Jambes de suspension, triangles, ressorts hélicoïdaux              | Jambes de suspension, triangles, ressorts hélicoïdaux              | Jambes de suspension, triangles, ressorts hélicoïdaux              | Jambes de suspension, triangles, ressorts hélicoïdaux              |                                                     |                                                     |                                                     |                                                     |                                                     |                                                     |                                                     |                                                     |
| Suspension arrière            | Barre de torsion, ressorts hélicoïdaux                             | Barre de torsion, ressorts hélicoïdaux                             | Barre de torsion, ressorts hélicoïdaux                             | Barre de torsion, ressorts hélicoïdaux                             | Barre de torsion, ressorts hélicoïdaux                             | Barre de torsion, ressorts hélicoïdaux                             | Barre de torsion, ressorts hélicoïdaux                             | Barre de torsion, ressorts hélicoïdaux                             | Barre de torsion, ressorts hélicoïdaux                             | Barre de torsion, ressorts hélicoïdaux                             |                                                     |                                                     |                                                     |                                                     |                                                     |                                                     |                                                     |                                                     |
| Freinage                      | Freins à disque avant, freins à tambour arrière, servofrein, ABS   | Freins à disque avant, freins à tambour arrière, servofrein, ABS   | Freins à disque avant, freins à tambour arrière, servofrein, ABS   | Freins à disque avant, freins à tambour arrière, servofrein, ABS   | Freins à disque avant, freins à tambour arrière, servofrein, ABS   | Freins à disque avant, freins à tambour arrière, servofrein, ABS   | Freins à disque avant et arrière, servofrein, ABS                  | Freins à disque avant et arrière, servofrein, ABS                  | Freins à disque avant et arrière, servofrein, ABS                  | Freins à disque avant et arrière, servofrein, ABS                  |                                                     |                                                     |                                                     |                                                     |                                                     |                                                     |                                                     |                                                     |
| Direction                     | Crémaillère avec direction assistée                                | Crémaillère avec direction assistée                                | Crémaillère avec direction assistée                                | Crémaillère avec direction assistée                                | Crémaillère avec direction assistée                                | Crémaillère avec direction assistée                                | Crémaillère avec direction assistée                                | Crémaillère avec direction assistée                                | Crémaillère avec direction assistée                                | Crémaillère avec direction assistée                                |                                                     |                                                     |                                                     |                                                     |                                                     |                                                     |                                                     |                                                     |
| Carrosserie                   | Coque en tôle d'acier autoportante                                 | Coque en tôle d'acier autoportante                                 | Coque en tôle d'acier autoportante                                 | Coque en tôle d'acier autoportante                                 | Coque en tôle d'acier autoportante                                 | Coque en tôle d'acier autoportante                                 | Coque en tôle d'acier autoportante                                 | Coque en tôle d'acier autoportante                                 | Coque en tôle d'acier autoportante                                 | Coque en tôle d'acier autoportante                                 |                                                     |                                                     |                                                     |                                                     |                                                     |                                                     |                                                     |                                                     |
| Voie avant / arrière          | 1 485 / 1 425 mm                                                   | 1 485 / 1 425 mm                                                   | 1 485 / 1 425 mm                                                   | 1 485 / 1 425 mm                                                   | 1 485 / 1 425 mm                                                   | 1 485 / 1 425 mm                                                   | 1 485 / 1 425 mm                                                   | 1 485 / 1 425 mm                                                   | 1 485 / 1 425 mm                                                   | 1 485 / 1 425 mm                                                   |                                                     |                                                     |                                                     |                                                     |                                                     |                                                     |                                                     |                                                     |
| Empattement                   | 2 625 mm (Limousine), 2 630 mm (Variant\Break)                     | 2 625 mm (Limousine), 2 630 mm (Variant\Break)                     | 2 625 mm (Limousine), 2 630 mm (Variant\Break)                     | 2 625 mm (Limousine), 2 630 mm (Variant\Break)                     | 2 625 mm (Limousine), 2 630 mm (Variant\Break)                     | 2 625 mm (Limousine), 2 630 mm (Variant\Break)                     | 2 625 mm (Limousine), 2 630 mm (Variant\Break)                     | 2 625 mm (Limousine), 2 630 mm (Variant\Break)                     | 2 625 mm (Limousine), 2 630 mm (Variant\Break)                     | 2 625 mm (Limousine), 2 630 mm (Variant\Break)                     |                                                     |                                                     |                                                     |                                                     |                                                     |                                                     |                                                     |                                                     |
| Dimensions                    | 458 × 171 × 143 cm (Limousine), 458 × 172 × 146 cm (Variant\Break) | 458 × 171 × 143 cm (Limousine), 458 × 172 × 146 cm (Variant\Break) | 458 × 171 × 143 cm (Limousine), 458 × 172 × 146 cm (Variant\Break) | 458 × 171 × 143 cm (Limousine), 458 × 172 × 146 cm (Variant\Break) | 458 × 171 × 143 cm (Limousine), 458 × 172 × 146 cm (Variant\Break) | 458 × 171 × 143 cm (Limousine), 458 × 172 × 146 cm (Variant\Break) | 458 × 171 × 143 cm (Limousine), 458 × 172 × 146 cm (Variant\Break) | 458 × 171 × 143 cm (Limousine), 458 × 172 × 146 cm (Variant\Break) | 458 × 171 × 143 cm (Limousine), 458 × 172 × 146 cm (Variant\Break) | 458 × 171 × 143 cm (Limousine), 458 × 172 × 146 cm (Variant\Break) |                                                     |                                                     |                                                     |                                                     |                                                     |                                                     |                                                     |                                                     |
| Vitesse maximale              | 161–169 km/h                                                       | 161–169 km/h                                                       | 165–171 km/h                                                       | 165–171 km/h                                                       | 170–177 km/h                                                       | 170–177 km/h                                                       | 170–177 km/h                                                       | 184–190 km/h                                                       | 188–192 km/h                                                       | 199–206 km/h                                                       |                                                     |                                                     |                                                     |                                                     |                                                     |                                                     |                                                     |                                                     |
| Accéleration, 0–100 km/h      | 16,3–16,6 s                                                        | 16,3–16,6 s                                                        | 15,7–16,0 s                                                        | 15,5–15,8 s                                                        | 13,9–14,2 s                                                        | 13,9–14,2 s                                                        | 13,9–16,4 s                                                        | 12,3–13,4 s                                                        | 11,8–12,9 s                                                        | 10,4–10,6 s                                                        |                                                     |                                                     |                                                     |                                                     |                                                     |                                                     |                                                     |                                                     |

| VW Passat B3                  | 2.0                                                                  | 2.0                                                                  | G60                                                                  | VR6                                                                  | 1.6 TD                                                               | 1.6 TD                                                               | 1.9 D                                                                | 1.9 TD                                                               |         |
| ----------------------------- | -------------------------------------------------------------------- | -------------------------------------------------------------------- | -------------------------------------------------------------------- | -------------------------------------------------------------------- | -------------------------------------------------------------------- | -------------------------------------------------------------------- | -------------------------------------------------------------------- | -------------------------------------------------------------------- | ------- |
| Production                    | 10/1989–09/1993                                                      | 07/1988–09/1993                                                      | 09/1989–09/1993                                                      | 04/1991–09/1993                                                      | 08/1988–07/1989                                                      | 08/1989–09/1993                                                      | 05/1989–09/1993                                                      | 04/1991–09/1993                                                      |         |
| Type Moteur                   | 4 cylindres en ligne                                                 | 4 cylindres en ligne                                                 | 4 cylindres en ligne                                                 | 6 cylindres en VR                                                    | 4 cylindres en ligne                                                 | 4 cylindres en ligne                                                 | 4 cylindres en ligne                                                 | 4 cylindres en ligne                                                 |         |
| Nb Soupapes par cylindre      | 2                                                                    | 4                                                                    | 2                                                                    | 2                                                                    | 2                                                                    | 2                                                                    | 2                                                                    | 2                                                                    |         |
| Distribution                  | Arbre à cames en tête unique avec courroie crantée.                  | Double arbre à cames en tête avec courroie crantée.                  | Arbre à cames en tête unique avec courroie crantée.                  | Simple arbre à cames en tête par ligne avec chaîne.                  | Arbre à cames en tête unique avec courroie crantée.                  | Arbre à cames en tête unique avec courroie crantée.                  | Arbre à cames en tête unique avec courroie crantée.                  | Arbre à cames en tête unique avec courroie crantée.                  |         |
| Carburation                   | Injection Digifant                                                   | Injection KE-Jetronic                                                | Injection Digifant                                                   | Injection Motronic                                                   | Injection indirecte à préchambre                                     | Injection indirecte à préchambre                                     | Injection indirecte à préchambre                                     | Injection indirecte à préchambre                                     |         |
| Suralimentation               | —                                                                    | —                                                                    | Compresseur G-Lader                                                  | —                                                                    | Turbocompresseur (Garrett) avec Intercooler                          | Turbocompresseur (Garrett) avec Intercooler                          | —                                                                    | Turbocompresseur (Garrett)                                           |         |
| Refroidissement               | par eau                                                              | par eau                                                              | par eau                                                              | par eau                                                              | par eau                                                              | par eau                                                              | par eau                                                              | par eau                                                              | par eau |
| Code Moteur                   | 2E                                                                   | 9A                                                                   | PG                                                                   | AAA                                                                  | RA                                                                   | SB                                                                   | 1Y                                                                   | AAZ                                                                  |         |
| Alésage × Course              | 82,5 × 92,8 mm                                                       | 82,5 × 92,8 mm                                                       | 81,0 × 86,4 mm                                                       | 81,0 × 90,3 mm                                                       | 76,5 × 86,4 mm                                                       | 76,5 × 86,4 mm                                                       | 79,5 × 95,5 mm                                                       | 79,5 × 95,5 mm                                                       |         |
| Cylindrée                     | 1 984 cm3                                                            | 1 984 cm3                                                            | 1 781 cm3                                                            | 2 792 cm3                                                            | 1 588 cm3                                                            | 1 588 cm3                                                            | 1 896 cm3                                                            | 1 896 cm3                                                            |         |
| Taux de compression           | 10,0:1                                                               | 10,8:1                                                               | 8,0:1                                                                | 10,0:1                                                               | 23,0:1                                                               | 23,0:1                                                               | 23,0:1                                                               | 22,5:1                                                               |         |
| Puissance max.                | 85 kW (115 ch) à 5 400 tr/min                                        | 100 kW (136 ch) à 5 800 tr/min                                       | 118 kW (160 ch) à 5 600 tr/min                                       | 128 kW (174 ch) à 5 800 tr/min                                       | 59 kW (80 ch) à 4 500 tr/min                                         | 59 kW (80 ch) à 4 500 tr/min                                         | 50 kW (68 ch) à 4 400 tr/min                                         | 55 kW (75 ch) à 4 400 tr/min                                         |         |
| Couple max.                   | 166 N m à 3 200 tr/min                                               | 180 N m à 4 400 tr/min                                               | 225 N m à 3 800 tr/min                                               | 235 N m à 4 200 tr/min                                               | 155 N m à 2 500–3 000 tr/min                                         | 152 N m à 2 300–2 800 tr/min                                         | 127 N m à 2 200–2 600 tr/min                                         | 140 N m à 2 200–2 800 tr/min                                         |         |
| Transmission standard         | Traction avant                                                       | Traction avant                                                       | Intégrale                                                            | Traction avant                                                       | Traction avant                                                       | Traction avant                                                       | Traction avant                                                       | Traction avant                                                       |         |
| Transmission optionnelle      | Intégrale                                                            | —                                                                    | —                                                                    | —                                                                    | —                                                                    | —                                                                    | —                                                                    | —                                                                    |         |
| Boîte de vitesses standard    | Manuelle 5 vitesses                                                  | Manuelle 5 vitesses                                                  | Manuelle 5 vitesses                                                  | Manuelle 5 vitesses                                                  | Manuelle 5 vitesses                                                  | Manuelle 5 vitesses                                                  | Manuelle 5 vitesses                                                  | Manuelle 5 vitesses                                                  |         |
| Boîte de vitesses optionnelle | Automatique 4 vitesses                                               | Automatique 4 vitesses                                               | —                                                                    | Automatique 4 vitesses                                               | —                                                                    | —                                                                    | —                                                                    | —                                                                    |         |
| Suspension avant              | Jambes de suspension, triangles, ressorts hélicoïdaux                | Jambes de suspension, triangles, ressorts hélicoïdaux                | Jambes de suspension, triangles, ressorts hélicoïdaux                | Jambes de suspension, triangles, ressorts hélicoïdaux                | Jambes de suspension, triangles, ressorts hélicoïdaux                | Jambes de suspension, triangles, ressorts hélicoïdaux                | Jambes de suspension, triangles, ressorts hélicoïdaux                | Jambes de suspension, triangles, ressorts hélicoïdaux                |         |
| Suspension arrière            | Barre de torsion, ressorts hélicoïdaux                               | Barre de torsion, ressorts hélicoïdaux                               | Barre de torsion, ressorts hélicoïdaux                               | Barre de torsion, ressorts hélicoïdaux                               | Barre de torsion, ressorts hélicoïdaux                               | Barre de torsion, ressorts hélicoïdaux                               | Barre de torsion, ressorts hélicoïdaux                               | Barre de torsion, ressorts hélicoïdaux                               |         |
| Freinage                      | Freins à disque avant et arrière, servofrein, ABS                    | Freins à disque avant et arrière, servofrein, ABS                    | Freins à disque avant et arrière, servofrein, ABS                    | Freins à disque avant et arrière, servofrein, ABS                    | Freins à disque avant, freins à tambour arrière, servofrein, ABS     | Freins à disque avant, freins à tambour arrière, servofrein, ABS     | Freins à disque avant, freins à tambour arrière, servofrein, ABS     | Freins à disque avant, freins à tambour arrière, servofrein, ABS     |         |
| Direction                     | Crémaillère avec direction assistée                                  | Crémaillère avec direction assistée                                  | Crémaillère avec direction assistée                                  | Crémaillère avec direction assistée                                  | Crémaillère avec direction assistée                                  | Crémaillère avec direction assistée                                  | Crémaillère avec direction assistée                                  | Crémaillère avec direction assistée                                  |         |
| Carrosserie                   | Coque en tôle d'acier autoportante                                   | Coque en tôle d'acier autoportante                                   | Coque en tôle d'acier autoportante                                   | Coque en tôle d'acier autoportante                                   | Coque en tôle d'acier autoportante                                   | Coque en tôle d'acier autoportante                                   | Coque en tôle d'acier autoportante                                   | Coque en tôle d'acier autoportante                                   |         |
| Voie avant / arrière          | 1 485 / 1 425 mm ou 1 485 / 1 440 mm (Syncro)                        | 1 485 / 1 425 mm ou 1 485 / 1 440 mm (Syncro)                        | 1 485 / 1 425 mm ou 1 485 / 1 440 mm (Syncro)                        | 1 485 / 1 425 mm ou 1 485 / 1 440 mm (Syncro)                        | 1 485 / 1 425 mm ou 1 485 / 1 440 mm (Syncro)                        | 1 485 / 1 425 mm ou 1 485 / 1 440 mm (Syncro)                        | 1 485 / 1 425 mm ou 1 485 / 1 440 mm (Syncro)                        | 1 485 / 1 425 mm ou 1 485 / 1 440 mm (Syncro)                        |         |
| Empattement                   | 2 625 mm (Limousine) ou 2 630 mm (Variant/Break)                     | 2 625 mm (Limousine) ou 2 630 mm (Variant/Break)                     | 2 625 mm (Limousine) ou 2 630 mm (Variant/Break)                     | 2 625 mm (Limousine) ou 2 630 mm (Variant/Break)                     | 2 625 mm (Limousine) ou 2 630 mm (Variant/Break)                     | 2 625 mm (Limousine) ou 2 630 mm (Variant/Break)                     | 2 625 mm (Limousine) ou 2 630 mm (Variant/Break)                     | 2 625 mm (Limousine) ou 2 630 mm (Variant/Break)                     |         |
| Dimensions                    | 458 × 171 × 143 cm (Limousine) ou 458 × 172 × 146 cm (Variant/Break) | 458 × 171 × 143 cm (Limousine) ou 458 × 172 × 146 cm (Variant/Break) | 458 × 171 × 143 cm (Limousine) ou 458 × 172 × 146 cm (Variant/Break) | 458 × 171 × 143 cm (Limousine) ou 458 × 172 × 146 cm (Variant/Break) | 458 × 171 × 143 cm (Limousine) ou 458 × 172 × 146 cm (Variant/Break) | 458 × 171 × 143 cm (Limousine) ou 458 × 172 × 146 cm (Variant/Break) | 458 × 171 × 143 cm (Limousine) ou 458 × 172 × 146 cm (Variant/Break) | 458 × 171 × 143 cm (Limousine) ou 458 × 172 × 146 cm (Variant/Break) |         |
| Vitesse max.                  | 185–195 km/h                                                         | 197–206 km/h                                                         | 210–215 km/h                                                         | 214–220 km/h                                                         | 164–170 km/h                                                         | 164–170 km/h                                                         | 155–160 km/h                                                         | 160–165 km/h                                                         |         |
| Accéleration, 0–100 km/h      | 11,3–12,9 s                                                          | 10,2–11,0 s                                                          | 9,6–9,8 s                                                            | 8,2–8,3 s                                                            | 16,0–16,2 s                                                          | 16,0–16,2 s                                                          | 19,0–19,4 s                                                          | 17,7–18,0 s                                                          |         |

Légende couleur : Essence ; Diesel